# Dos niños burlándose de un gato
Dos niños burlándose de un gato (denominado también Dos niños jugando con un gato) es una pintura de Annibale Carracci.

## Historia
La obra apareció en el mercado anticuario en 1994 y en esa ocasión fue adquirida por el Museo Metropolitano de Arte de Nueva York.
Si bien hoy la atribución del lienzo a Annibale es ampliamente aceptada (ya reconocida por Roberto Longhi), en el pasado hubo atribuciones a Agostino Carracci.
La datación de la obra se basa solo en consideraciones estilísticas: faltan de hecho documentos que atestigüen las circunstancias del encargo y proporcionen así noticias más seguras sobre la fecha de ejecución. En fuerza a tales consideraciones la pintura se adscribe a la fase todavía sustancialmente juvenil de Annibale Carracci, en la que el pintor boloñés demostró mayor interés por la pintura de género. La perceptible matriz veneciana (tintorettesca) sugiere sin embargo una colocación hacia finales de la década de 1580, periodo en que se sabe que Annibale pasó un tiempo en Venecia.

## Descripción y estilo

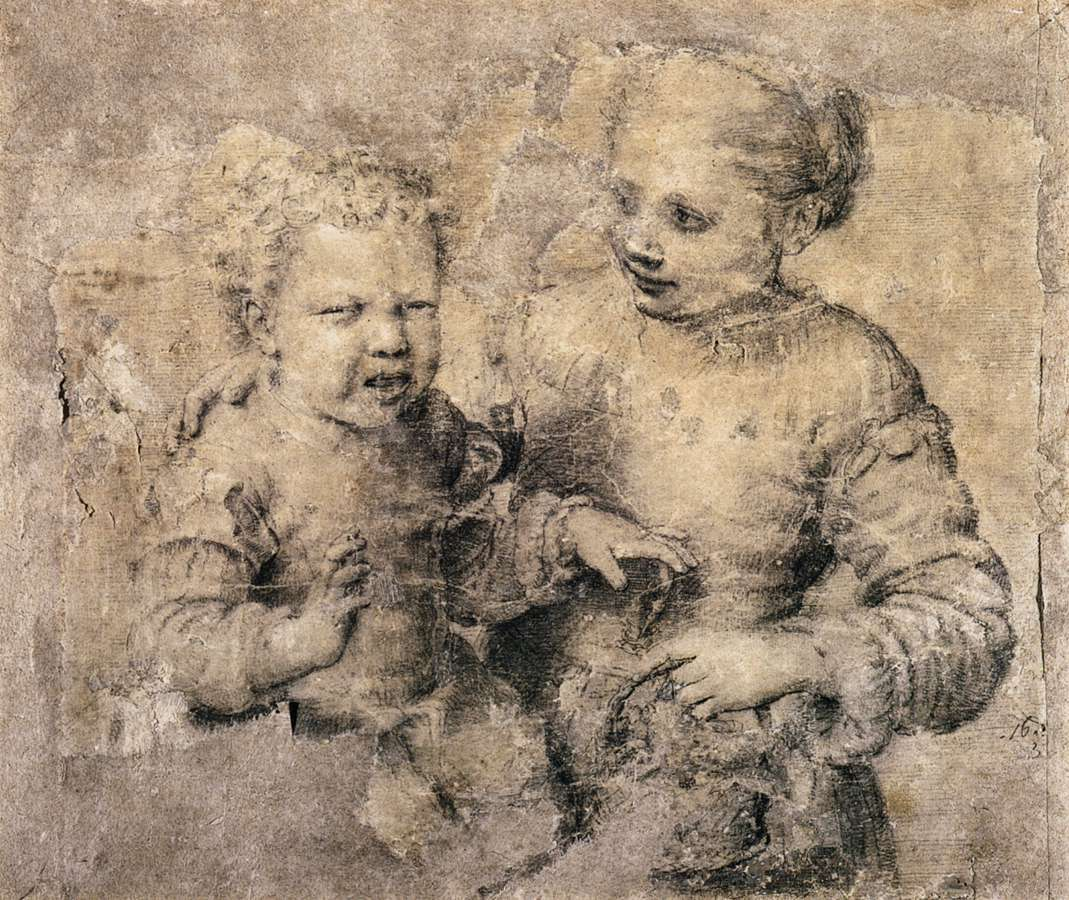
Sofonisba Anguissola, Niño mordido por una gamba, 1554 ca., Nápoles, Museo Nacional de Capodimonte.

La pintura muestra a dos niños en plena travesura tramada contra un gato. El chiquillo, de hecho, tiene en la mano un cangrejo cuyas pinzas acerca a la oreja derecha del desafortunado felino, que ya ha asumido una posición defensiva.
Tanto el niño como la niña están concentrados sobre el acontecimiento y anticipándose al estallido de risa al que se abandonarán (o piensan abandonarse) cuando el cangrejo atrape la oreja.
La composición de Annibale se relaciona con un cuadro de Sofonisba Anguissola, ahora perdido y solo conocido a través de un célebre dibujo preparatorio, llamado Niño mordido por una gamba.
El mismo dibujo de Anguissola se considera la fuente de inspiración de Caravaggio para su Chico mordido por una lagartija.
Frente a estas otras obras, sin embargo, a pesar de la analogía del tema, Annibale ha elegido un momento diferente del episodio.
Mientras en el dibujo de Sofonisba y en el pintado por Merisi ya se produce la inevitable conclusión del incauto juego y los protagonistas pagan las consecuencias, en el lienzo de Annibale domina un efecto de expectación, de espera al clamor del momento en que el gato será “mordido”.
Se ha planteado la hipótesis, a pesar de la clave humorística, de que la obra sea una suave advertencia moral (sobre el ejemplo de muchas pinturas de la escuela flamenca derivadas de refranes locales) advirtiendo de las posibles consecuencias – en este caso debido a la reacción imprevisible del gato – de acciones arriesgadas.
La pintura debió ser particularmente apreciada en la región boloñesa como prueban algunas obras que se considera derivan de la composición de Annibale. Entre estas se incluye un lienzo de Giuseppe Maria Crespi, titulado Niña que juega con un gato y un ratón (1695-1700, Museo Fitzwilliam).